# Сан-Гонсалу-ду-Абаэте
Сан-Гонсалу-ду-Абаэте (порт. São Gonçalo do Abaeté) — муниципалитет в Бразилии, входит в штат Минас-Жерайс. Составная часть мезорегиона Северо-запад штата Минас-Жерайс. Входит в экономико-статистический микрорегион Паракату. Население составляет 5139 человек на 2006 год. Занимает площадь 2687,410 км². Плотность населения — 1,9 чел./км².

## История
Город основан 1 января 1941 года.

## География
На территории муниципалитета протекает река Абаэте и впадает в реку Сан-Франсиску.

## Статистика
- Валовой внутренний продукт на 2003 год составляет 34 404 242,00 реалов (данные: Бразильский институт географии и статистики).
- Валовой внутренний продукт на душу населения на 2003 год составляет 6524,61 реалов (данные: Бразильский институт географии и статистики).
- Индекс развития человеческого потенциала на 2000 год составляет 0,739 (данные: Программа развития ООН).